# Gornja Slatina (miasto Leskovac)
Gornja Slatina (cyr. Горња Слатина) – wieś w Serbii, w okręgu jablanickim, w mieście Leskovac. W 2011 roku liczyła 181 mieszkańców.